# Bocciofili
Bocciofili è un singolo del cantautore italiano Dargen D'Amico, il quarto estratto dal quinto album in studio Vivere aiuta a non morire e pubblicato il 6 agosto 2013.

## Descrizione
Sesta traccia dell'album, Bocciofili ha visto partecipazione dei rapper Fedez e Mistico e si tratta di un rifacimento di un brano dello stesso Mistico, intitolato Esci le bocce.

## Video musicale
Il videoclip, diretto da Gennifar Gentileschi, è stato pubblicato il 17 luglio 2013 attraverso il canale YouTube di D'Amico.

## Tracce
1. Bocciofili (con Fedez e Mistico) – 4:02